# 狛江市長
狛江市長（こまえしちょう）は、狛江市の首長たる特別職地方公務員。現在の市長は松原俊雄（在任: 2018年〈平成30年〉7月22日 - ）。

## 概要
狛江市長は狛江市の首長であり、狛江市長選挙における立候補者の中から直接選挙によって選出される。任期は4年である。市長により副市長が1名置かれ、市長の職務を補佐する（地方自治法第162条第2項・ 狛江市副市長の定数を定める条例）。市長は狛江市の執行機関である狛江市役所の長であり、事務を執行し、市役所職員を指揮・監督する。
市長に事故があるとき、もしくは欠けたときは狛江市副市長が市長の職務を代理する（地方自治法第152条第1項）。また、副市長にも事故があるとき、もしくは欠けた時は企画財政部部長、総務部部長、市民生活部部長、福祉健康部部長、こども家庭部部長、環境部部長、都市建設部部長の順位でその職務を代理する（地方自治法第152条第3項・ 狛江市長の職務代理を定める規則・ 狛江市組織条例）。

## 歴史
狛江における首長は、狛江村の成立とともに始まった。1888年（明治21年）以降、日本では地方自治制度の改革が進められていた。それらの政府方針を受け、当時の神奈川県知事であった沖守固は、 1888年6月の演説で、神奈川県においては1889年4月1日に制度を実施し、その際創設される町村長は全て名誉職とすることなどを表明した。予定通り狛江においても6つの村が合併して狛江村が誕生し、狛江村役場が泉龍寺に置かれた。
村長は村内の30歳以上の有権者から村会によって選出されるものとされ、任期は現在と同じ4年間とされた。狛江村長はその規定に基づき村会で選出され、初代村長に谷田部和吉が選ばれたとされる。助役も同じような手続きを経て小町利三郎が選ばれたとされる。2つの職は就任に際し、県知事の承認が必要であるとされたため、村長は1889年6月20日、助役は1889年8月19日と少し遅れた。
しかし谷田部は就任後、任期満了を待たず約半年で「家事故障」を理由に職を辞し、2代村長に助役だった小町が昇格した。狛江村では村長が職を辞すと助役が昇格し村長に就任するという事例がしばらく続くこととなる。また、神奈川県内狛江村を含む多くの自治体では、村長が頻繁に交代していて、これは村長が名誉職だとされ、基本的に無給であったことが影響しているとされる。狛江村において村長を辞退した例はないが、自身の生活がうまく回っていない場合に、「家事故障」「病気」などを理由に辞職することが多かった。
前述の通り村長は最初、村会による選挙によって選出されていたが、連合国軍最高司令官総司令部の要求によって首長は住民の直接選挙による選出となったため、1947年4月5日に第1回統一地方選挙のひとつとして、史上初めて選挙が行われた。しかし立候補者が現職の石井三四郎のみであったため、初回の選挙は無投票に終わっている。

## 歴代首長
この一覧は未完成です。加筆、訂正して下さる協力者を求めています。
ここでは、狛江市長の前身である狛江村長、狛江町長も扱う。なお、代は就任の度に加算し、同一人物による連続就任を考慮しない。代の欄にN/Aとある人物は市長が欠けているときの職務代行者である。多くの場合、当時の副市長（助役）がその職を代理する。
| 代          | 肖像        | 氏名        | 期                         | 就任年月日 退任年月日 | 備考 |
| 官 選 村 長 | 官 選 村 長 | 官 選 村 長 | 官 選 村 長                | 官 選 村 長 | 官 選 村 長 |
| ----------- | ----------- | ----------- | -------------------------- | --- | --- |
| 1           |             | 谷田部和吉  | 1期                        | 1889年6月20日 1890年1月 | 1889年に行われた選挙で選出された。助役も同様に選挙で選出され、小町利三郎が選ばれたがこちらの就任は8月19日となっており遅れている。病気を理由に半年ほどで辞職。 『狛江村誌』には1889年4月に小川清平が就任したとの旨が記載されている。                                            |
| 2           |             | 小町利三郎  | 1期                        | 1890年1月 1890年11月 | [ 2 ] |
| 3           |             | 小川清平    | 1期                        | 1891年2月 1893年3月4日 | 2代村長の助役を務めた後、小町の辞任に伴って就任。狛江村等多摩地域の多くが反対した「東京府及神奈川県境域変更ニ関スル法律」の採決に抗議し当時の助役・石井正義と共に辞職。表向きの理由は家事故障とされた。                                                                        |
| 3           | 2期         | 小川清平    | 1893年4月15日 1893年6月    | 辞職後は北多摩郡から派遣された書記官が職務に当たった。辞職から1か月ほど経った4月15日に復帰し、同年6月7日に初代村長の谷田部和吉が助役として就任。 | |
| N/A         |             | 谷田部和吉  | N/A                        | 1893年6月 1893年12月 | 地方自治法の規定に基づく職務代理。当時助役。 |
| 4           |             | 谷田部和吉  | 1期                        | 1893年3月 1894年5月 | 代理であったが昇格し第4代狛江村長に就任。2回目。 |
| 5           |             | 小町利三郎  | 1期                        | 1894年5月 1898年3月 | 助役は1895年3月27日に本橋銀蔵が就任。1896年3月19日退職。後継は石井正義。 |
| N/A         |             | 石井正義    | N/A                        | 1898年4月 1898年4月 | 地方自治法の規定に基づく職務代理。当時助役。 |
| 6           |             | 石井正義    | 1期                        | 1898年4月 1900年3月 | [ 5 ] |
| 7           |             | 小町利三郎  | 1期                        | 1900年3月 1904年3月 | 助役には1901年9月14日に石井扇吉が就任。 |
| 7           | 2期         | 小町利三郎  | 1904年3月 1908年3月        | [ 5 ] | |
| 7           | 3期         | 小町利三郎  | 1908年3月 1912年3月        | [ 5 ] | |
| 7           | 4期         | 小町利三郎  | 1912年3月 1914年3月        | 助役の石井が1914年1月10日をもって退職。 | |
| 8           |             | 石井扇吉    | 1期                        | 1914年3月 1917年5月 | [ 5 ] |
| N/A         |             | 荒井太四郎  | N/A                        | 1917年5月 1918年3月 | 地方自治法の規定に基づく職務代理。当時助役。 |
| 9           |             | 石井扇吉    | 1期                        | 1918年4月9日 1922年4月8日 | [ 5 ] |
| 9           | 2期         | 石井扇吉    | 1922年4月9日 1926年4月8日  | 関東大震災が発生し、対応に当たった。 | |
| 9           | 3期         | 石井扇吉    | 1926年4月9日 1930年4月8日  | [ 5 ] | |
| 9           | 4期         | 石井扇吉    | 1930年4月9日 1934年4月8日  | 1932年5月7日から助役として井上半三郎が就任。 | |
| 9           | 5期         | 石井扇吉    | 1934年4月9日 1936年7月1日  | 助役は続投。1935年11月1日、『狛江村誌』発行。 | |
| 10          |             | 本橋久九    | 1期                        | 1936年7月16日 1940年7月15日 | 満期退職。 |
| 11          |             | 石井扇吉    | 1期                        | 1940年7月16日 1942年1月31日 | [ 11 ] |
| 12          |             | 井上半三郎  | 1期                        | 1942年2月17日 1946年2月16日 | 任期中、終戦。1946年1月、連合国軍最高司令官総司令部 (GHQ) は公職追放令を発し、戦争に関わったとされる人物の多くを公職から追放したが、井上半三郎はそれに当たらないとされ追放されず、任期満了で退職。しかし退職後の1946年11月、公職追放令の範囲が拡大され、井上は公職追放された。 |
| 13          |             | 石井三四郎  | 1期                        | 1946年3月1日 | 13代村長井上の任期満了に伴い就任。任期中、井上は公職追放されるが、石井三四郎は公職追放されることはなかった。GHQの要求により住民の直接選挙による首長選挙を行うことになったため、任期満了を待たずに選挙。最後の官選村長。                                                        |
| 公 選 村 長 |             |             |                            | | |
| 14          |             | 石井三四郎  | 2期                        | 1951年 | 前述の理由で1947年4月5日に行われた第1回統一地方選挙において初めて村民による直接選挙が行われるが、立候補者が前任の石井のみであり無投票当選した。初の公選村長。 1950年7月、狛江村役場が竣工し、移行。                                                                            |
| 15          |             | 石井清一    | 1期                        | 1951年4月23日 1952年11月10日 | 最後の狛江村長。就任後、狛江村の人口は急増し、町制施行の機運が高まり、村議会が中心となって施行に向けて取り組んだ。 |
| 公 選 町 長 |             |             |                            | | |
| 1           |             | 石井清一    | 1期                        | 1952年11月10日 1953年8月8日 | 町制が施行され、その際初代狛江町長には村長であった石井清一が継続して就任するとされたため、そのまま就任。 1953年、調布町と神代町との間で、合併のための特別委員会に参加。 |
| 2           |             | 飯田敬輔    | 1期                        | 1953年8月9日 1955年3月17日 | かねてより調布町・神代町・狛江町で行われてきた合併議論に異議を唱え、世田谷区への編入を主張。住民投票を公示させるが、自身の不利を知ると公印をもって逃亡。その後議会による不信任案可決により辞職。（三町合併問題）                                                               |
| 2           | 2期         | 飯田敬輔    | 1955年 1958年8月           | 辞職後次の選挙に出馬、再選され、世田谷区編入に向け努力するも叶わず、市民の分断を煽るだけだった。議会の解散命令と専決処分を撤回し、辞職した。 | |
| 3           |             | 石井三四郎  | 1期                        | 1958年9月 1962年9月 | 飯田敬輔の辞職後行われた選挙では飯田も出馬したが、狛江村長を2期に亘って務めたほか、東京都議会議員を務めた経験のある石井三四郎が当選。三町合併問題で混乱した町政の正常化に取り組んだ。石井は単独で町制を継続することを選択し、合併案を全て破棄した。                            |
| 3           | 2期         | 石井三四郎  | 1962年9月 1966年9月        | | |
| 3           | 3期         | 石井三四郎  | 1966年9月 1968年5月28日    | 任期中に死亡。 | |
| N/A         |             |             | N/A                        | 1968年5月28日 1968年7月21日 | 地方自治法の規定に基づく職務代理。 |
| 4           |             | 冨永和作    | 1期                        | 1968年7月21日 1970年10月1日 | 最後の狛江町長。 |
| 公 選 市 長 |             |             |                            | | |
| 1           |             | 冨永和作    | 1期                        | 1970年10月1日 1972年7月15日 | 市制が施行され、その際初代狛江市長には町長であった冨永和作が継続して就任するとされたため、そのまま就任。 市制施行当日、市議会で「狛江市制宣言」。 |
| 2           |             | 吉岡金四郎  | 1期                        | 1972年7月16日 1976年7月 | |
| 2           | 2期         | 吉岡金四郎  | 1976年7月 1980年7月        | | |
| 2           | 3期         | 吉岡金四郎  | 1980年7月 1984年7月        | | |
| 3           |             | 石井三雄    | 1期                        | 1984年7月3日 1988年7月2日 | |
| 3           | 2期         | 石井三雄    | 1988年7月3日 1992年7月2日  | | |
| 3           | 3期         | 石井三雄    | 1992年7月3日 1996年6月12日 | | |
| N/A         |             |             | N/A                        | 1996年6月12日 1996年7月7日 | 地方自治法の規定に基づく職務代理。 |
| 4           |             | 矢野裕      | 1期                        | 1996年7月7日 2000年7月6日 | |
| 4           | 2期         | 矢野裕      | 2000年7月7日 2004年7月6日  | | |
| 4           | 3期         | 矢野裕      | 2004年7月7日 2008年7月6日  | | |
| 4           | 4期         | 矢野裕      | 2008年7月7日 2012年7月6日  | 多選に対する市議会からの批判もあったが、4選。 2012年5月17日、「16年間で市役所体質の転換、清潔公正な政治の確立、暮らし優先予算への転換などの主要政策を達成、4期目の公約を93%達成できた」として5選不出馬を表明。後継者として田辺良彦を指名。7月6日、任期満了。 | |
| 5           |             | 高橋都彦    | 1期                        | 2012年7月7日 2016年7月6日 | 矢野の後継者・田辺を破り当選。16年間続いた革新系首長による政治は終焉を迎えた。 |
| 5           | 2期         | 高橋都彦    | 2016年7月7日 2018年6月4日  | 2018年3月1日、女性職員にセクシャルハラスメントをした疑いがあるとされ、市議会で追及を受けた。疑惑を否定するが、被害者とされる職員が実名で抗議文を提出すると態度を一転させ辞職した。                                                                           | |
| N/A         |             | 水野穣      | N/A                        | 2018年6月4日 2018年7月22日 | 地方自治法の規定に基づく職務代理。当時副市長。 |
| 6           |             | 松原俊雄    | 1期                        | 2018年7月22日 2022年7月21日 | |
| 6           | 2期         | 松原俊雄    | 2022年7月22日 現職         | | |

## 首長選挙

### 2022年狛江市長選挙
松原俊雄の任期満了に伴う選挙。2022年6月19日告示、2022年6月26日実施。台風による浸水対策などをはじめとする「安心安全のまちづくり」の推進、高校生までの医療費無償化に取り組むとした松原と、狛江市立中央図書館の移転について「機能を2か所に分割するのは使いにくく、市民の協働を踏み躙る決め方だ」と批判した周東三和子が争った。
最終的に松原が周東に3倍の得票差をつけ圧勝した。勝因として、松原が前市長・高橋のセクハラ問題による信頼の回復、COVID-19ワクチン関連政策や水害対策などの具体的な実績を強調した点にあるとされる。
※当日有権者数： 68,844人 最終投票率： 43.26%（前回比：－2.05pts）
| 候補者名   | 年齢 | 所属党派 | 新旧別 | 得票数   | 得票率 | 推薦・支持                 |
| ---------- | ---- | -------- | ------ | -------- | ------ | -------------------------- |
| 松原俊雄   | 70   | 無所属   | 現     | 21,451票 | 72.02% | （推薦）自民党、公明党     |
| 周東三和子 | 75   | 無所属   | 新     | 7,997票  | 37.28% | （推薦）日本共産党、社民党 |

### 2018年狛江市長選挙
高橋都彦がセクシャルハラスメント疑惑の収拾を図るため辞任し、欠員が生じたため行われた。2018年7月15日告示、2018年7月22日実施。狛江市役所に長年勤め、副市長を務めた経験もある松原俊雄が与党である自由民主党や公明党の推薦を受け出馬し、対する野党は狛江市議会議員の田中智子を推薦した。最大の争点はハラスメントの根絶となった。
※当日有権者数： 68,526人 最終投票率： 45.31%（前回比：－1.7pts）
| 候補者名 | 年齢 | 所属党派 | 新旧別 | 得票数   | 得票率 | 推薦・支持                                                    |
| -------- | ---- | -------- | ------ | -------- | ------ | ------------------------------------------------------------- |
| 松原俊雄 | 66   | 無所属   | 新     | 17,834票 | 58.29% | （推薦）自民党、公明党                                        |
| 田中智子 | 60   | 無所属   | 新     | 12,763票 | 41.71% | （推薦）日本共産党、自由党、社民党、 狛江・生活者ネットワーク |

### 2016年狛江市長選挙
高橋都彦の任期満了に伴う選挙。2016年6月12日公示、2016年6月19日実施。
※当日有権者数： 65,386人 最終投票率： 47.01%（前回比：－1.41pts）
| 候補者名 | 年齢 | 所属党派 | 新旧別 | 得票数   | 得票率 | 推薦・支持                                       |
| -------- | ---- | -------- | ------ | -------- | ------ | ------------------------------------------------ |
| 高橋都彦 | 64   | 無所属   | 現     | 17,433票 | 56.7%  | （推薦）自民党、公明党、狛江・生活者ネットワーク |
| 平井里美 | 54   | 無所属   | 新     | 12,856票 | 41.82% |                                                  |

### 2012年狛江市長選挙
矢野裕の任期満了に伴う選挙。2012年6月17日公示、2012年6月24日実施。矢野市政の後継を掲げる元市議会議員・田辺良彦と、民主党や自民党などの推薦を受ける新人の高橋都彦が争った。
※当日有権者数： 62,996人 最終投票率： 48.42%（前回比：－0.09pts）
| 候補者名 | 年齢 | 所属党派 | 新旧別 | 得票数   | 得票率 | 推薦・支持                                                |
| -------- | ---- | -------- | ------ | -------- | ------ | --------------------------------------------------------- |
| 高橋都彦 | 60   | 無所属   | 新     | 16,377票 | 53.69% | （推薦）民主党、自民党、公明党、 狛江・生活者ネットワーク |
| 田辺良彦 | 47   | 無所属   | 新     | 13,555票 | 44.44% | （推薦）日本共産党                                        |

### 2008年狛江市長選挙
矢野裕の任期満了に伴う選挙。2008年6月15日公示、2008年6月22日実施。当日の天気は暴風雨。矢野と、高橋清司、伊藤正昭の3人が立候補した。
※当日有権者数： 62,997人 最終投票率： 48.51%（前回比：－3.32pts）
| 候補者名 | 年齢 | 所属党派 | 新旧別 | 得票数   | 得票率 | 推薦・支持 |
| -------- | ---- | -------- | ------ | -------- | ------ | ---------- |
| 矢野裕   | 61   | 無所属   | 現     | 13,396票 | 43.83% | ?          |
| 高橋清治 | 57   | 無所属   | 新     | 9,727票  | 31.82% | ?          |
| 伊藤正昭 | 41   | 無所属   | 新     | 7,173票  | 23.47% | ?          |

### 2004年狛江市長選挙
矢野裕の任期満了に伴う選挙。2004年6月20日公示、2004年6月13日実施。3選を目指す現職の矢野裕と、東京都議会議員だった河西信美の2人が立候補した。選挙はわずか136票の差で現職の矢野裕が勝利し、激戦の相を呈した。なお、衆議院議員選挙と同日だった前回選挙からは投票率が13.7pts減少している。1996年の単独選挙と比較すると+2.67ptsとなった。
※当日有権者数： 62,002人 最終投票率： 51.83%（前回比：－13.7pts）
| 候補者名 | 年齢 | 所属党派 | 新旧別 | 得票数   | 得票率 | 推薦・支持                                       |
| -------- | ---- | -------- | ------ | -------- | ------ | ------------------------------------------------ |
| 矢野裕   | 57   | 無所属   | 現     | 15,940票 | %      | （推薦）日本共産党、新社会党                     |
| 河西信美 | 59   | 無所属   | 新     | 15,804票 | %      | （推薦）自民党、公明党、狛江・生活者ネットワーク |

### 2000年狛江市長選挙
矢野裕の任期満了に伴う選挙。2000年6月25日公示、2000年6月18日実施。第42回衆議院議員総選挙と同日の日程で行われ、1972年の市制施行以降最高の投票率となり、前回選挙からは16.37pts上昇している。
※当日有権者数： 59,994人 最終投票率： 65.53%（前回比：+16.37pts）
| 候補者名 | 年齢 | 所属党派 | 新旧別 | 得票数   | 得票率 | 推薦・支持               |
| -------- | ---- | -------- | ------ | -------- | ------ | ------------------------ |
| 矢野裕   | 53   | 無所属   | 現     | 19,940票 | %      | （推薦）日本共産党等     |
| 飯田伸太 | 69   | 無所属   | 新     | 15,175票 | %      | （推薦）自民党、公明党等 |
| 浅野和男 | 45   | 無所属   | 新     | 2,067票  | %      | ?                        |
| 菊池二郎 | 49   | 無所属   | 新     | 733票    | %      | ?                        |